# Kanton La Guerche-de-Bretagne
Der Kanton La Guerche-de-Bretagne (bretonisch Kanton Gwerc'h-Breizh) ist ein französischer Wahlkreis im Arrondissement Fougères-Vitré, im Département Ille-et-Vilaine und in der Region Bretagne; sein Hauptort ist La Guerche-de-Bretagne.

## Geschichte
Der Kanton entstand am 15. Februar 1790. Von 1801 bis 2015 gehörten zwölf Gemeinden zum Kanton La Guerche-de-Bretagne (bis 1889 Kanton La Guerche). Mit der Neuordnung der Kantone in Frankreich stieg die Zahl der Gemeinden 2015 auf 31. Zu den bisherigen Gemeinden des alten Kantons La Guerche-de-Bretagne kamen noch alle 9 Gemeinden des Kantons Argentré-du-Plessis und alle 10 Gemeinden des bisherigen Kantons Retiers hinzu.

## Lage
Der Kanton liegt im Osten des Départements Ille-et-Vilaine.

## Gemeinden

### Kanton La Guerche-de-Bretagne seit 2015
Der Kanton besteht aus 31 Gemeinden mit insgesamt 42.432 Einwohnern (Stand: 1. Januar 2022) auf einer Gesamtfläche von 664,42 km²:
| Gemeinde                      | Gallo                    | Bretonisch           | Einwohner (2022) | Fläche (km²) | Code postal | Code Insee |
| ----------------------------- | ------------------------ | -------------------- | ---------------- | ------------ | ----------- | ---------- |
| Arbrissel                     | Erbecèu                  | Ervrezhell           | 270              | 4,62         | 35130       | 35005      |
| Argentré-du-Plessis           | Arjantrae                | Argantreg-ar-Genkiz  | 4.591            | 41,46        | 35370       | 35006      |
| Availles-sur-Seiche           | Avaylh                   | Avallod-ar-Sec'h     | 647              | 11,06        | 35130       | 35008      |
| Bais                          | Baès                     | Baez                 | 2.511            | 35,18        | 35680       | 35014      |
| Brielles                      | Berièll                  | Brielloù             | 679              | 11,40        | 35370       | 35042      |
| Chelun                        | Chelun                   | Kelon                | 354              | 11,25        | 35640       | 35077      |
| Coësmes                       | Coèsm                    | Koem                 | 1.435            | 23,24        | 35134       | 35082      |
| Domalain                      | Domalaen                 | Domalan              | 2.050            | 33,54        | 35680       | 35097      |
| Drouges                       | Drouj                    | Dougez               | 503              | 11,63        | 35130       | 35102      |
| Eancé                         | Éanczaé                  | Aentieg              | 430              | 16,50        | 35640       | 35103      |
| Essé                          | Eczaé                    | Ezieg                | 1.028            | 23,19        | 35150       | 35108      |
| Étrelles                      | Éstrèll                  | Stredell             | 2.670            | 27,17        | 35370       | 35109      |
| Forges-la-Forêt               | Lez Forj-la-Forést       | Gorelioù-ar-C'hoad   | 265              | 6,04         | 35640       | 35114      |
| Gennes-sur-Seiche             | Gènn                     | Gen                  | 943              | 18,50        | 35370       | 35119      |
| La Guerche-de-Bretagne        | La Gèrch                 | Gwerc'h-Breizh       | 4.450            | 11,53        | 35130       | 35125      |
| La Selle-Guerchaise           | La Cèll-Gèrcheizz        | Kell-Gwerc'h         | 153              | 2,14         | 35130       | 35325      |
| Le Pertre                     | Le Pèrtr                 | Ar Perzh             | 1.372            | 43,63        | 35370       | 35217      |
| Le Theil-de-Bretagne          | Le Teilh                 | An Tilh              | 1.720            | 24,20        | 35240       | 35333      |
| Marcillé-Robert               | Marcilhae-Robèrt         | Marc'helleg-Roperzh  | 994              | 20,30        | 35240       | 35165      |
| Martigné-Ferchaud             | Martinyaé                | Mazhinieg-Houarnruz  | 2.632            | 74,10        | 35640       | 35167      |
| Moulins                       | Móleins                  | Melined              | 716              | 15,21        | 35680       | 35198      |
| Moussé                        | Móczaé                   | Moc'hed              | 310              | 3,37         | 35130       | 35199      |
| Moutiers                      | Móstier                  | Mousterioù           | 905              | 17,64        | 35130       | 35200      |
| Rannée                        | Ranaé                    | Radenez              | 1.081            | 51,95        | 35130       | 35235      |
| Retiers                       | Restier                  | Rester               | 4.553            | 41,38        | 35240       | 35239      |
| Sainte-Colombe                | Saentt-Cólonbb-an-la-Méy | Santez-Koulm         | 364              | 7,58         | 35134       | 35262      |
| Saint-Germain-du-Pinel        | Saent-Jermaen-deü-Pinèu  | Sant-Jermen-ar-Bineg | 1.007            | 11,30        | 35370       | 35272      |
| Thourie                       | Tóric                    | Tourig               | 857              | 24,04        | 35134       | 35335      |
| Torcé                         | Torczae                  | Tourc'heg            | 1.270            | 14,03        | 35370       | 35338      |
| Vergéal                       | Verjau                   | Gwerial              | 804              | 11,21        | 35680       | 35350      |
| Visseiche                     | Visèch                   | Gwisec'h             | 868              | 16,03        | 35130       | 35359      |
| Kanton La Guerche-de-Bretagne | La Gèrch                 | Gwerc'h-Breizh       | 42.432           | 664,42       | -           | 3510       |

### Kanton La Guerche-de-Bretagne bis 2015
Der alte Kanton La Guerche-de-Bretagne bestand aus zwölf Gemeinden auf einer Fläche von 203,49 km². Diese waren: Availles-sur-Seiche, Bais, Chelun, Drouges, Eancé, La Guerche-de-Bretagne (Hauptort), Moulins,  Moussé, Moutiers, Rannée, La Selle-Guerchaise und Visseiche.

## Bevölkerungsentwicklung
| 1962   | 1968   | 1975   | 1982   | 1990   | 1999   | 2006   | 2012   |
| ------ | ------ | ------ | ------ | ------ | ------ | ------ | ------ |
| 11.343 | 11.171 | 10.780 | 10.782 | 10.576 | 10.887 | 11.696 | 12.431 |

## Politik
Im 1. Wahlgang am 22. März 2015 erreichte keines der vier Wahlpaare die absolute Mehrheit. Bei der Stichwahl am 29. März 2015 gewann das Gespann Aymeric Massiet du Biest/Monique Sockath (beide UMP/LR) gegen Virginie Dufort/Marcel Lefrancq (beide FN) mit einem Stimmenanteil von 70,73 % (Wahlbeteiligung:46,98 %).
Seit 1945 hatte der Kanton folgende Abgeordnete im Rat des Départements:
| Vertreter im conseil général des Départements | Vertreter im conseil général des Départements | Vertreter im conseil général des Départements           |
| Amtszeit                                      | Name                                          | Partei                                                  |
| --------------------------------------------- | --------------------------------------------- | ------------------------------------------------------- |
| 1945–1951                                     | Émile Bodard                                  | Rad.                                                    |
| 1951–1973                                     | Henri Lassourd                                | DVD, dann Union des démocrates pour la République (UDR) |
| 1973–1988                                     | Emmanuel Pontais                              | DVD, dann UDF-CDS                                       |
| 1988–2001                                     | Patrick Lassourd                              | RPR                                                     |
| 2001–2008                                     | Michel Theudes                                | DVD                                                     |
| 2008–2015                                     | Pierre Després                                | UMP                                                     |
| 2015–                                         | Aymeric Massiet du Biest Monique Sockath      | UMP/LR                                                  |